# Никитес
Никитес (грч. Νικητές) је насељено место у општини Места у периферији Источна Македонија и Тракија, Грчка. Према попису из 2021. године било је 14 становника.
Према бугарском географу и историчару, Василу Канчову, у Никитесу је 1900. године живело 150 Турака. Године 1924. турско становништво је принудно исељено у Турску а на њихово место су насељене грчке избегличке породице, којих је на попису из 1928. године било 179. Село се раније звало Газилер.